# Kryptologi

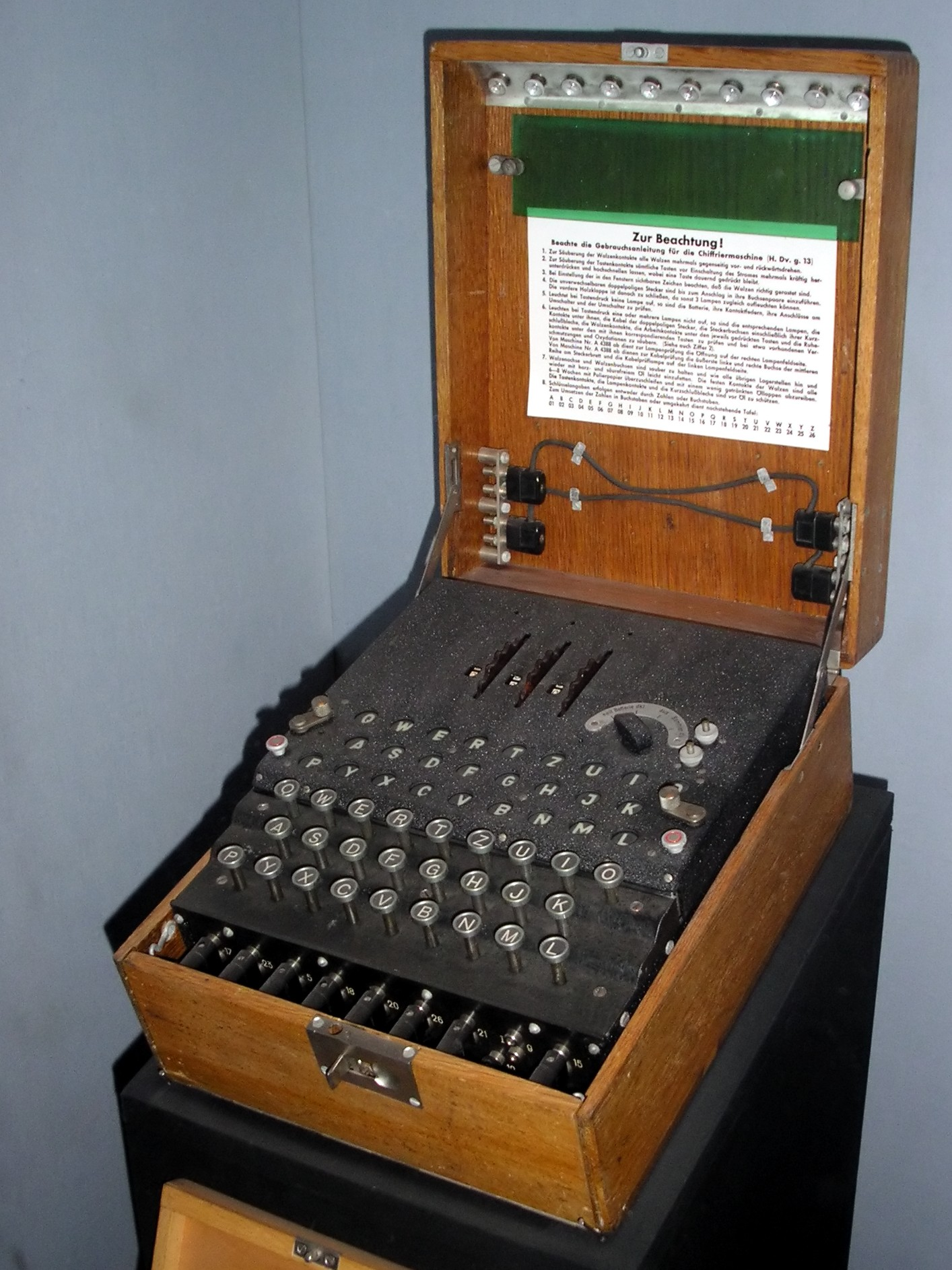
Tysk Enigma-maskin från andra världskriget

Inom kryptologin studerar man kryptografi (metoder för att förvanska meddelanden så att obehöriga inte kan läsa dem) och kryptoanalys (metoder för att forcera sådana meddelanden). I modern tid låter man även metoder för autentisering vara en del av kryptologin då dessa använder liknande metoder och har liknande syften som kryptologin i övrigt. Koder och metoder för att gömma meddelanden, steganografi, ingår inte i kryptologins ämnesområde.

## Kryptografi
Det är omöjligt att med säkerhet veta när kryptografi användes för första gången. Till exempel använde Lysandros av Sparta kryptografi när han 404 f.Kr. fick reda på att Farnabazos i Persien tänkte anfalla Sparta. I detta fall användes en skytale som är en trästav kring vilken man lindar en läder- eller pergamentremsa. På remsan kan man sedan skriva meddelandet och när man lindar av remsan är bokstäverna omflyttade så att endast en person med en likadan trästav kan läsa meddelandet.
I brev mellan Caesar och Cicero användes ett enkelt substitutionskrypto där man skriver A som C, B som D, C som E, osv. enligt följande tabell.
```
 A B C D E F G H I J K L M N O P Q R S T U V W X Y Z
 C D E F G H I J K L M N O P Q R S T U V W X Y Z A B
```

Detta krypto har därför fått namnet Caesarrullning eftersom man "rullar" alfabetet två steg.

### Kryptoanalys
Kryptoanalysen är mycket yngre. Ett länge använt verktyg var frekvensanalysen.

### Autentisering
Autentisering används numera i många sammanhang. Sammanfattat är autentisering att verifiera olika data. Ett modernt exempel är vid inloggning på en dator. För att avgöra att rätt person får tillgång till datorn jämförs användarens uppgifter om användarnamn och lösenord med motsvarande uppgifter i en databas (som vanligtvis är krypterad).

## Kryptering och lagen
Med kryptering är det lättare att vara privat och ha hemligheter. Detta har gjort att det i många länder finns begränsningar i lag för hur man får använda kryptering. Exempel på begränsningar är import-/exportförbud och användandeförbud. I vissa fall måste krypteringsnycklar sparas för att det hemliga materialet skall kunna kommas åt vid till exempel polisiär inblandning.
Fram till 1999 hade Frankrike restriktiva lagar mot kryptering. I Kina måste man ha en licens för att få kryptera saker. Länder med särskilt stränga lagar är Belarus, Kazakstan, Mongoliet, Pakistan, Ryssland, Singapore, Tunisien, Venezuela, och Vietnam.
I USA är export av kryptografisk mjuk- och hårdvara begränsad sedan andra världskriget. Då kryptering var ett mycket viktigt inslag i andra världskriget (se till exempel Enigma) har många länder i Väst (eller har haft) begränsningar i hur kryptering får användas.
Inom Digital Rights Management är kryptering ofta använd för att begränsa hur material (t.ex. filmer på DVD) kan användas. Den nuvarande lagstiftningen i bl.a. USA och EU förbjuder brytande av skydd som förverkligats med "effektiva" tekniska metoder. Detta gör det möjligt att begränsa användning som annars inte faller under upphovsrätten, t.ex. kopiering för eget bruk. Likaså möjliggör det kontroll av hurudana apparater för användande av materialet som får tillverkas: nycklarna för dekryptering ges enbart åt tillverkare som sluter avtal om saken. Krypteringen skyddar däremot inte mot olaglig kopiering i stor skala: identiska kopior kan användas på samma sätt som originalet.

## Ordlista
- klartext - okrypterad text.
- kryptering - omvandlande av klartext till krypterad text.
- dekryptering - omvandlande av krypterad text till klartext med hjälp av kodnyckel.
- kryptör - person som ägnar sig åt kryptering och dekryptering.
- forcera - att omvandla en krypterad text till klartext utan tillgång till nyckel.

## Kända kryptologer (i urval)
- Arne Beurling (1905–1986) – svensk kryptolog.